# Police Squad!
Police Squad! es una serie de televisión de comedia criminal estadounidense que se transmitió en la cadena ABC en 1982. Fue creada por David Zucker, Jim Abrahams y Jerry Zucker y protagonizada por Leslie Nielsen como Frank Drebin. Una parodia de las series policiales y otros programas de televisión y películas, la serie presenta los habituales chistes visuales, juegos de palabras y non sequiturs de Zucker, Abrahams y Zucker. Se parece al programa policial M Squad, de Lee Marvin (en particular, los créditos iniciales), y a la serie Felony Squad, de finales de la década de 1960. Fue cancelada después de seis episodios y a partir de ella se creó la serie de películas The Naked Gun, estrenadas entre 1988 y 1994.

## Resumen
Police Squad! fue creada por David Zucker, Jim Abrahams y Jerry Zucker (conocidos como ZAZ), quienes habían trabajado anteriormente en las películas The Kentucky Fried Movie (1977) y Airplane! (1980). Los directores querían hacer otra película de parodia similar a Airplane!, utilizando la serie de televisión M Squad como base para la parodia. Al carecer de una trama general para el concepto, el presidente de Paramount Pictures, Michael Eisner, les aseguró una serie de televisión de seis episodios, a pesar de que los directores querían convertirla en una película.
El programa se emitió como reemplazo a mitad de temporada en marzo de 1982, pero fue retirado después de cuatro episodios. Los dos episodios restantes se incluyeron en el segmento de verano del canal en lugar de las habituales reposiciones de verano. Contra la aclamación de la crítica, ABC canceló la serie después de sólo seis episodios. Con el tiempo, ganó un fuerte culto de aficionados a través de transmisiones repetidas en canales de cable.
Alan North interpretó al capitán Ed Hocken y Peter Lupus coprotagonizó al oficial Norberg. En las películas, esos papeles fueron interpretados por George Kennedy y O. J. Simpson, respectivamente, y Norberg pasó a llamarse Nordberg. Los únicos actores que repitieron sus papeles en las películas son Leslie Nielsen, Ed Williams como el científico Ted Olson y Ronald "Tiny Ron" Taylor. Joyce Brothers se interpretó a sí misma en el cuarto episodio y en The Naked Gun: From the Files of Police Squad!, y Robert Goulet, una de las "estrellas invitadas especiales" asesinadas durante la secuencia de títulos, interpreta al villano Quentin Hapsburg en The Naked Gun 2½: The Smell of Fear.

## Episodios
De manera humorística, el narrador anuncia un título diferente para cada episodio en lugar del que aparece escrito en pantalla. En la siguiente lista, el título anunciado por el narrador aparece entre paréntesis.
| 1 | «A Substantial Gift (The Broken Promise)»              | David Zucker, Jim Abrahams y Jerry Zucker | David Zucker, Jim Abrahams y Jerry Zucker                           | 4 de marzo de 1982  | 1PS01 |
| 2 | «Ring of Fear (A Dangerous Assignment)»                | Joe Dante                                 | Historia: David Misch Guion: Tino Insana y Robert Wuhl              | 11 de marzo de 1982 | 1PS02 |
| 3 | «Rendezvous at Big Gulch (Terror in the Neighborhood)» | Reza Badiyi                               | Historia: Pat Proft Guion: Nancy Steen y Neil Thompson              | 1 de julio de 1982  | 1PS03 |
| 4 | «Revenge and Remorse (The Guilty Alibi)»               | Paul Krasny                               | Nancy Steen y Neil Thompson                                         | 25 de marzo de 1982 | 1PS04 |
| 5 | «The Butler Did It (A Bird in the Hand)»               | Georg Stanford Brown                      | Historia: Deborah Hwang-Marriott y Robert K. Weiss Guion: Pat Proft | 18 de marzo de 1982 | 1PS05 |
| 6 | «Testimony of Evil (Dead Men Don't Laugh)»             | Joe Dante                                 | Tino Insana y Robert Wuhl                                           | 8 de julio de 1982  | 1PS06 |

## Elenco
- Leslie Nielsen como Frank Drebin, teniente detective del escuadrón de policía. Jerry Zucker explicó que el nombre de Drebin fue elegido a ciegas de la guía telefónica. Zucker, Abrahams y Zucker conocieron a Nielsen mientras trabajaban en Airplane!. (1980) y decidieron que su tipo de humor coincidía.[7] Los directores dijeron que Nielsen era perfecto como Drebin ya que su personaje satirizaba los papeles que el mismo Nielsen había desempeñado en dramas televisivos como The Bold Ones: The Protectors y S.W.A.T.[8]
- Alan North como Ed Hocken, capitán del escuadrón de policía y oficial superior de Drebin. En la serie de películas The Naked Gun el papel fue interpretado por George Kennedy.
- Peter Lupus como Norberg, un oficial tonto que sirve bajo las órdenes de Drebin. En las películas de The Naked Gun, el personaje pasó a llamarse "Nordberg" y fue interpretado por O. J. Simpson.
- Ed Williams como Ted Olson, técnico de laboratorio del escuadrón de policía. Antes de ser elegido, Williams había sido profesor de ciencias durante muchos años y tenía algo experiencia previa en actuación. Zucker, Abrahams y Zucker quedaron asombrados por su actuación.[7]
- William Duell como Johnny the Snitch, un limpiabotas que actúa como informante de Drebin en múltiples casos. Johnny es el único personaje recurrente de Police Squad! que no aparece en ninguna de las películas de The Naked Gun.
- Ronald "Tiny Ron" Taylor como Al, un oficial anormalmente alto cuya cabeza siempre está fuera de cuadro.

Además, el imitador Rex Hamilton es acreditado en cada episodio como "Abraham Lincoln", con el mismo clip en todos los créditos iniciales como su única aparición.

## Producción

### Secuencia de apertura

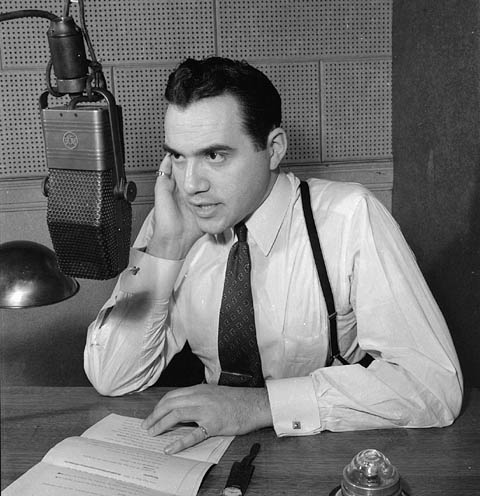
Lorne Greene fue el invitado especial del primer episodio.

La secuencia de apertura del programa es una sátira de las secuencias de apertura tradicionales de los dramas criminales, particularmente las de M Squad y varios programas de Quinn Martin como El fugitivo y particularmente The New Breed (que también protagonizaba Nielsen). Hank Simms, que había trabajado como locutor de algunos de los programas de Martin, anunciaba el título de cada episodio, aunque el título hablado nunca coincide con el título que aparece en pantalla. La secuencia presenta a Nielsen y North durante un tiroteo, y al imitador de Abraham Lincoln Rex Hamilton, quien dramáticamente devuelve los disparos a John Wilkes Booth, como su única aparición.
Otro chiste recurrente en la secuencia de créditos iniciales es el de la "estrella invitada especial", una celebridad que es presentada pero inmediatamente asesinada. Estas estrellas invitadas especiales son Lorne Greene, Georg Stanford Brown, Florence Henderson, William Shatner, Robert Goulet y William Conrad. John Belushi había sido elegido como "estrella invitada especial" para el quinto episodio y se filmó una escena con Belushi atado a bloques de concreto bajo el agua. Tras la inesperada muerte de Belushi en marzo de 1982, la escena fue reemplazada por imágenes de Florence Henderson antes de que el episodio se transmitiera el siguiente mes de julio. La muerte accidental de Belushi conmocionó a Zucker, Abrahams y Zucker, ya que habían bromeado al respecto después de que casi se ahogara durante el rodaje de la escena. En el lanzamiento del DVD se incluyó una lista de posibles celebridades muertas a balazos.

### Escritura
El programa tenía como objetivo burlarse de los dramas policiales de la misma manera que Airplane! se burla de las películas de desastres. Zucker, Abrahams y Zucker escribieron el episodio piloto,  en el que la mayoría de las líneas fueron copiadas directamente de un episodio de M Squad. El episodio piloto es una reversión casi escena por escena de "More Deadly", el primer episodio de la segunda temporada de M Squad. Pat Proft, que había trabajado con Zucker, Abrahams y Zucker en The Kentucky Fried Movie (1977) y Airplane! (1980), escribió el tercer episodio. Robert Wuhl fue invitado a unirse al equipo de redacción después de haber hecho una audición para el papel principal en Airplane! Finalmente, coescribió el segundo y sexto episodio del programa con Tino Insana. Ambos episodios contienen referencias culturales a películas como On the Waterfront y The French Connection. En el comentario de audio de Wuhl para el DVD, mencionó que era una buena oportunidad, pero que realmente no sentía una conexión con el programa, especialmente debido a su corta duración.

### Dirección
El primer episodio de Police Squad! fue dirigido por Jim Abrahams, David Zucker y Jerry Zucker. Dos de los seis episodios del programa fueron dirigidos por el cineasta Joe Dante, quien recordó en 2008:
Conocía a los Zucker de la segunda unidad en Rock 'n' Roll High School y Kentucky Fried Movie y había rechazado Airplane! – ¡no me preguntes!
Cuando consiguieron poner en marcha Police Squad! me pidieron que hiciera el segundo episodio. Sólo duró seis episodios, dos de los cuales dirigí. ABC no tenía idea de qué hacer con el programa, que no tenía risas y parecía una repetición de un programa de los años 60. La cadena seguía cambiando el horario para que nadie pudiera encontrarlo, y la gente que lo encendía casualmente pensaba que realmente era un programa de televisión antiguo. Como hacían con sus películas, los muchachos usaban episodios de televisión reales como modelo, principalmente una serie de Lee Marvin de los años 50 llamada M Squad. Fue muy divertido de hacer y fue lo primero que dirigí en un estudio. Prefiero el programa de televisión a las películas posteriores de Naked Gun.

## Cancelación
ABC anunció la cancelación de Police Squad! después de que cuatro de sus seis episodios se emitieran en marzo de 1982. Los dos últimos episodios se emitieron ese verano. En una entrevista para el lanzamiento en DVD de la serie, Nielsen dijo que el presidente de entretenimiento de ABC, Tony Thomopoulos, afirmó que Police Squad! fue cancelada porque los espectadores debían prestar mucha atención al programa para captar gran parte del humor: "El espectador tenía que realmente verlo para apreciarlo". Nielsen también pensó que la premisa era más efectiva en las exitosas películas de The Naked Gun porque el tamaño de pantalla mucho más grande en un cine aumenta la eficacia de los gags visuales. En su edición anual "Cheers and Jeers", la revista TV Guide calificó la explicación de la cancelación como "la razón más estúpida que jamás haya dado una cadena para terminar una serie".

## Formato casero
En 1985, Paramount Home Video lanzó por primera vez los seis episodios del programa en formatos VHS, Betamax y Laserdisc como dos volúmenes separados: Police Squad!: Help Wanted! y More! Police Squad!, cada uno con tres episodios en su orden de producción. Paramount y CBS lanzaron la serie por primera vez en DVD en 2006 en estuche en un solo disco. Los episodios están en el orden en que fueron emitidos en ABC. Los extras del DVD incluyen notas de producción de los ejecutivos de la cadena, un "cuadro congelado" que fue filmado pero nunca utilizado, errores, pruebas de casting y una entrevista con Nielsen. Zucker, Abrahams y Zucker, el productor Robert K. Weiss y el guionista Robert Wuhl grabaron comentarios de audio para los episodios primero, tercero y sexto. Los críticos elogiaron universalmente que el programa seguía siendo divertido después de más de 20 años. La serie se lanzó en formato Blu-ray en Estados Unidos el 14 de abril de 2020.

## Legado

### The Naked Gun
Después de la cancelación de Police Squad! Zucker, Abrahams y Zucker volvieron al cine, creando las comedias Top Secret! y Ruthless People. En este punto, pudieron identificar una narrativa para una película de Police Squad!, añadiendo una trama romántica, y la película The Naked Gun: From the Files of Police Squad! recibió fácilmente luz verde de Paramount. Tuvo un buen desempeño en taquilla, recaudando 78 756 177 dólares. La película condujo a la trilogía Naked Gun con dos secuelas, The Naked Gun 2½: The Smell of Fear (1991) y Naked Gun 33⅓: The Final Insult (1994). La segunda película fue considerada la más exitosa de las tres, recaudando 86 930 411 dólares,mientras que la tercera parte recaudó 51 132 598 dólares. El reconocido crítico Roger Ebert calificó la primera película con 3 1⁄2 de cuatro estrellas y le dio tres estrellas a cada una de las dos películas siguientes.

### Derivados
Se realizó una serie de anuncios británicos de la sidra Red Rock con el mismo estilo, con los títulos iniciales cambiados a otros nombres como "Fraud Squad" o "Fried Squid", y con Leslie Nielsen. Los anuncios se proyectaron tanto en los cines británicos como en la televisión. Fueron dirigidos por John Lloyd, con tal éxito aparente que Zucker, Abrahams y Zucker se le acercaron para dirigir Naked Gun 33 1⁄3: The Final Insult, pero él los rechazó. Durante el evento de pago SummerSlam 1994 de la WWE, los personajes de Police Squad! buscan a The Undertaker, que previamente había desaparecido.

## Recepción

### Respuesta crítica
En Rotten Tomatoes, Police Squad! tiene una puntuación total de 90% basada en 28 críticas positivas y tres negativas. El consenso del sitio web dice: "Extraordinario, inventivo y citable sin cesar, Police Squad! es un salto histéricamente divertido para la comedia televisiva que se adelantó trágicamente a su tiempo".
Tras el lanzamiento de su video casero en 1985, el crítico de The Washington Post Tom Shales comentó: "La gente puede alquilarlos, reír y luego llorar porque ABC fue tan cruel". En 2009, el set en DVD fue nominado para un premio Satellite al mejor lanzamiento en DVD de un programa de televisión, aunque perdió ante el set en DVD de la octava temporada de Los Simpson, de Fox. En 2013, TV Guide lo clasificó en el puesto 7 en su lista de 60 programas que fueron "cancelados demasiado pronto".
Matt Groening, creador de Los Simpson, ha dicho: "Si Police Squad! se hubiera hecho veinte años después, habría sido un éxito. Salió antes de su tiempo. En 1982, el espectador promedio no podía hacer frente a su ritmo, a sus chistes rápidos. Pero hoy en día no tendrían problemas para seguir el ritmo, creo que lo hemos demostrado".

### Premios y nominaciones
| Año  | Premio                                      | Categoría                            | Nominado(s)                                                                                     | Resultado | Ref.   |
| ---- | ------------------------------------------- | ------------------------------------ | ----------------------------------------------------------------------------------------------- | --------- | ------ |
| 1982 | Premios Primetime Emmy                      | Mejor actor en serie de comedia      | Leslie Nielsen                                                                                  | Nominado  | [ 46 ] |
| 1982 | Premios Primetime Emmy                      | Mejor guion en serie de comedia      | Jim Abrahams, David Zucker y Jerry Zucker (Episodio: "A Substantial Gift (The Broken Promise)") | Nominados | [ 46 ] |
| 2006 | Premios Satellite                           | Mejor edición en DVD                 | The Complete Series                                                                             | Nominada  | [ 47 ] |
| 2014 | Online Film & Television Association Awards | Television Hall of Fame: Productions | Temporada 1                                                                                     | Ganadora  | [ 48 ] |